# Catherine Arnaud
Catherine Marie-Jeanne Arnaud (ur. 5 lutego 1963 w Bordeaux) – francuska judoczka. Dwukrotna olimpijka. Zajęła siódme miejsce w Barcelonie 1992 i trzecia w turnieju pokazowym w Seulu 1988. Walczyła w wadze lekkiej.
Mistrzyni świata w 1987 i 1989, trzecia w 1984, piąta a 1991. Startowała w Pucharze Świata w latach 1989, 1990, 1992 i 1993. Zdobyła jedenaście medali na mistrzostwach Europy w latach 1986 - 1992, tym pięć w drużynie. Wygrała akademickie MŚ w 1986. Mistrzyni Francji w 1982, 1987, 1988 i 1989 roku.

## Letnie Igrzyska Olimpijskie 1988
| Konkurencja | Eliminacje             | Finały                   | Finały                 | Klas. końcowa |
| Konkurencja | Przeciwnik I           | 1/2                      | o 3. miejsce           | Miejsce       |
| ----------- | ---------------------- | ------------------------ | ---------------------- | ------------- |
| 56 kg       | Sun Yong-chung (KOR) Z | Suzanne Williams (AUS) P | Naglaa Mohamed (EGY) Z | 3.            |

## Letnie Igrzyska Olimpijskie 1992
| Konkurencja | Eliminacje                | Eliminacje          | Eliminacje                 | Repasaże            | Repasaże             | Klas. końcowa |
| Konkurencja | Przeciwnik I              | Przeciwnik II       | 1/4                        | Przeciwnik I        | Przeciwnik II        | Miejsce       |
| ----------- | ------------------------- | ------------------- | -------------------------- | ------------------- | -------------------- | ------------- |
| 56 kg       | Pascale Mainville (CAN) Z | Law Lai Wah (HKG) Z | Nicola Fairbrother (GBR) P | Barbara Eck (AUT) Z | Kate Donahoo (USA) P | 7.            |